# Synagoga Towarzystwa Bikur Cholim w Złoczewie
Synagoga Towarzystwa Bikur Cholim w Złoczewie – prywatny dom modlitwy znajdujący się w Złoczewie znajdujący się przy ulicy Rynek 19.
Synagoga została założona w 1923 roku przez Abrama Szmula Lipszyca, na potrzeby członków Towarzystwa Bikur Cholim. Podczas II wojny światowej, w 1939 roku, synagoga została zdewastowana przez hitlerowców.